# Área de Libre Comercio de Asia del Sur

Países pertenecientes al área de Libre Comercio de Asia del Sur

El Área de Libre Comercio de Asia del Sur (SAFTA por sus siglas en inglés) es un acuerdo alcanzado el 6 de enero de 2004 en la 12.ª cumbre de la SAARC en Islamabad, Pakistán. Creó una Zona de Libre Comercio para la región de Asia del Sur de 1,6 billones de personas en Afganistán, Bangladés, Bután, India, Maldivas, Nepal, Pakistán y Sri Lanka (a partir de 2011, a población total es de 1,8 billones de personas). Los siete cancilleres de la región firmaron un acuerdo-marco sobre el SAFTA para reducir los derechos arancelarios de todos los bienes negociados a cero para el año 2016.
El acuerdo SAFTA entró en vigor el 1 de enero de 2006 y está en funcionamiento después de la ratificación del acuerdo por los siete gobiernos. SAFTA requiere del países en desarrollo en el Sur de Asia (India, Pakistán y Sri Lanka) para traer sus funciones hasta el 20 por ciento en la primera fase del período de dos años que finalizó en 2007. En la fase final de cinco años que termina el 2012, el derecho del 20 por ciento se reducirá a cero en una serie de cortes anuales. Las naciones menos desarrolladas en el Sur de Asia (Nepal, Bután, Bangladés, Afganistán y las Maldivas) tienen un periodo adicional de tres años para reducir los aranceles a cero. India y Pakistán han ratificado el tratado en 2009, mientras que Afganistán como el octavo estado-miembro de la SAARC ratificó el protocolo del SAFTA el 4 de mayo de 2011.

## Historia
El Acuerdo sobre la SAARC, Acuerdo de Comercio Preferencial (SAPTA por sus siglas en inglés) se firmó el 11 de abril de 1993 y entró en vigor el 7 de diciembre de 1995, con el deseo de los Estados miembros de la SAARC (India, Pakistán, Nepal, Sri Lanka, Bangladés, Bután y las Maldivas) para promover y sostener el comercio mutuo y la cooperación económica en la región de la SAARC a través del intercambio de concesiones.
El establecimiento de un Grupo Intergubernamental (IGG) para formular un acuerdo para establecer un SAPTA por 1997 aprobado en la VI Cubre de la SAARC celebrada en Colombo en diciembre de 1991.
Los principios básicos que subyace SAFTA son los siguientes;
1. Reciprocidad global y reciprocidad de ventajas a fin de beneficiar equitativamente a todos los Estados contratantes, teniendo en cuenta sus respectivos niveles de desarrollo económico e industrial, el patrón de sus comercio exterior, y las políticas y los sistemas de comercio y aranceles;
2. Negociación de una reforma arancelaria paso a paso, mejorada y ampliada en sucesivas etapas a través de revisiones periódicas;
3. Reconocimiento de las necesidades especiales de los Estados menos adelantados y un acuerdo en medidas preferenciales concretas a su favor;
4. Inclusión de todos los productos, fábrica y productos básicos en su prima, procesos semi-elaborados y formas procesadas.

## Propósito del Acuerdo
El propósito de SAFTA es fomentar y elevar el contrato común entre los países, como ejemplo los contratos a medio y largo plazo. Los contratos envuelven al comercio operado por estados, el suministro y la garantía de importación de productos específicos, etc. Este envuelve acuerdos sobre canciones arancelarias como deberes nacionales de concesión y concesiones no arancelarias. 

## Objetivo
El objetivo del acuerdo es promover la competencia en el área y proporcionar beneficios equitativos para los países involucrados. Su enfoque es beneficiar a la gente del país mediante la transparencia y la integridad entre las naciones. SAFTA también se formó con el fin de aumentar el nivel de cooperación comercial y económico entre las naciones de la SAARC, reduciendo los aranceles y las barreras y también para proporcionar una preferencia especial a los países menos adelantados (PMA) entre las naciones de la SAARC.

## Instrumentos
Los siguientes son los instrumentos involucrados en SAFTA:-
- Programa de Liberación del Comercio
- Normas de Origen
- Arreglos institucionales
- Consultas y Solución de Controversias
- Medidas de salvaguardia
- Cualquier otro instrumento que pueda ser acordado.[3]

## Programa de liberalización
De acuerdo con los países contratantes del Programa de Liberalización del Comercio debe seguir el siguiente programa de degradación arancelaria.
Debe haber una caída a la tarifa del 20% de la tarifa existente por los países no menos adelantados (desarrollados) y una reducción del 30% de la tarifa existente por los países menos adelantados. Pero el esquema de liberalización del comercio no se puede placer para la lista de productos sensibles, ya que esta lista se negociará entre los países contratantes y luego a ser objeto de comercio. La lista sensible implicará un común acuerdo entre los países contratantes a favor de los países contratantes menos adelantados. El Consejo Ministerial SAFTA (SMC) estará participando para revisar la lista de productos sensibles en cada cuatro años con el fin de reducir la lista.

## Lista Sensible
Una lista de productos sensibles es una lista con todos los países que no incluye la concesión arancelaria. Bangladés tiene 1.233 productos en la lista de productos sensibles para los países menos desarrollados y 1.241 para los países que no son menos desarrollados en el marco de la SAFTA. Bangladés reducirá la lista de productos sensibles en 246 artículos para los países menos adelantados (PMA) y 248 para los no PMA.
India cuenta con 25 elementos en la lista de productos sensibles para los países menos adelantados y 695 para los no PMA. Dr Manmohan Singh, el ex primer ministro de India, anunció en septiembre en Daca que reducirá la lista sensible en 46. Bután tiene 150 artículos tanto para los países menos adelantados como para los no PMA, no tiene ningún plan de acortar su lista. Nepal tiene 1.257  para los países menos adelantados y 1.295 para los no PMA. Nepal ha reducido su lista en 259 de su lista anterior de 1.295. Ahora es de 1.036, dijo el secretario adjunto del Ministerio de Comercio y Suministros. Las Maldivas tienen 681 para todas las siete naciones SAFTA. Pakistán tenía 1.169 en su lista de productos sensibles pero ha reducido su lista de productos sensibles en un 20% a 936. Sri Lanka tiene 1.042 y Afganistán tiene 1.072 elementos en la lista negativa.